# Charles August Selby
Charles Joseph August baron Selby (24. oktober 1755 på Biddlestone Hall, Northumberland, England – 15. marts 1823 på Güldenstein, Holsten) var en engelsk-dansk handelsmand og godsejer.

## Baggrund og succes
Han blev født på godset i byen Biddlestone i Northumberland, som ejedes af faderen, Thomas Selby (død 1787); moderen var Eleanor f. Tuite. Selby-slægten er en engelsk katolsk adelsslægt, og Charles August Selby blev opdraget på et katolsk kollegium i Holland indtil sit 20. år, da han på foranledning af en slægtning, kammerherre og plantageejer på St. Croix Nicolas Tuite, der ejede andele i betydelige sukkerraffinaderier i København, kom her hen, hvor han gjordes til andelshaver i raffinaderierne. 1777 tog han borgerskab som grosserer og blev chef for et handelshus, Selby & Co. (senere Selby & ter Borch), der, ledet med omsigt og dygtighed, i de da for Danmark heldige konjunkturer hævede sig til et af Københavns største og mest ansete; samme år (1777) blev han udnævnt til agent med kammerråds rang og ægtede 26. november Birgitte Kirstine Borre (f. 23. februar 1757), datter af etatsråd Peter Borre.

## Godsejer
1795 trak Selby, der altid havde næret en levende interesse for agerbrug, sig ud af firmaet og købte samme år for 104.000 rigsdaler herregården Bækkeskov (ved Præstø) med Bredeshave og tilhørende bøndergods, hvilket sidste var yderst forarmet. Han begyndte nu straks at udskifte jorderne af fællesskabet, lod gårdene udflytte og opbygge, lodderne indhegne, haver og hegn plante, ligesom han forsynede bønderne med sædekorn og manglende inventarium. Samtidig anvendte han betydelige midler på hovedgården, hvor han opførte en smuk og anselig hovedbygning og indførte en drift efter engelsk mønster med staldfodring, roedrift og kreaturfedning samt indkaldte engelske arbejdere. 1801 solgte Selby, der 1796 var blevet optaget i friherrestanden, Bredeshave, men havde allerede 1799 købt Sparresholm, men da dette gods var udskiftet og i det hele taget i bedre stand end Bækkeskov, havde købet mindre interesse for ham, hvorfor han atter afhændede det 1804. Da han imidlertid på grund af vaklende helbred måtte foretage gentagne og langvarige baderejser, solgte han også Bækkeskov 1805 for 258.000 Rdl., en, som man skulle synes, stor avance, når salgssummen for Bredeshave tillægges, men på trods af alle de nye forbedringers indførelse er det vel tvivlsomt, om hans besiddelse af Bækkeskov har givet noget reelt overskud, idet jorden manglede kultur og afdræning, samt i at Selby med al sin levende interesse for landbruget og energi selv manglede kundskab i landbrugsvæsenets detaljer og hverdagspraksis.

## I Holsten
Da Selbys helbred efterhånden bedredes, købte han, der 1. juni 1809 havde mistet sin hustru, samme år Orupgård med Kringelborg på Falster for 402.000 Rdl., og 11. september 1811 ægtede han Anna Ernestine f. baronesse von Brockdorff til Güldenstein i Holsten (f. 22. marts 1763), datter af kammerherre Hans Schack baron von Brockdorff til Klein-Nordsee og enke efter gehejmekonferensråd Cai Rantzau; hun døde 5. september 1818, hvorpå Selby efter overenskomst med hendes arvinger overtog Güldenstein, der foruden af hovedgården bestod af de mindre gårde Rantzausfeld, Rethwisch og Caishof, i hvis drift han straks påbegyndte lignende forbedringer som på Bækkeskov, særlig staldfodring og indførelsen af nye kvægracer, hvilket her lykkedes fortrinlig, navnlig på Rantzausfeld, hvor agerbruget af samtiden ansås for en mønsterbedrift, der overgik alt, hvad der hidtil i den henseende var set her i landet.
Selby, der 1809 var blevet kammerherre og 1815 generalkrigskommissær, døde på Güldenstein 15. marts 1823. Han skildres som en dannet og kundskabsrig mand, i besiddelse af stor energi og arbejdsdygtighed samt af et trods hans engelske fødsel udpræget dansk sindelag, hvilket særlig viste sig under begivenhederne 1801 og 1807. Ved hans død gik Orupgård over til hans ældste søn, Charles Borre Selby, hvorimod den yngre, Nicolaus, arvede godserne i Holsten.